# Cinque Nazioni 1962
Il Cinque Nazioni 1962 (in inglese 1962 Five Nations Championship; in francese Tournoi des Cinq Nations 1962; in gallese Pencampwriaeth y Pum Gwlad 1962) fu la 33ª edizione del torneo annuale di rugby a 15 tra le squadre nazionali di Francia, Galles, Inghilterra, Irlanda e Scozia, nonché la 68ª in assoluto considerando anche le edizioni dell'Home Nations Championship.
Per la quarta volta consecutiva, e la seconda di seguito indivisa, fu vinto dalla Francia, alla sua sesta affermazione complessiva; i francesi persero solo un incontro, ma la Scozia, principale avversaria di stagione, non ne approfittò perché bloccata sul pari dall'Inghilterra per 3-3.
Furono 3 i pareggi totali su 10 partite di torneo, due ciascuno per Galles e Inghilterra che, tra di loro, diedero vita al primo 0-0 tra di essi a Twickenham nell'epoca in cui alla meta è conferito valore.
Cucchiaio di legno all'Irlanda deciso a novembre a Dublino, quando l'ultima gara del torneo si disputò, dopo essere stata rinviata per via di un'epidemia di vaiolo in Galles, e si risolse in un pareggio 3-3 tra i locali e i Dragoni.
Il valore delle marcature, come stabilito dall’IRFB nel 1948, era: 3 punti per ciascuna meta (5 se trasformata), 3 punti per la realizzazione di ciascun calcio piazzato, mark o drop.

## Nazionali partecipanti e sedi
| Squadra     | Città     | Impianto interno      |
| ----------- | --------- | --------------------- |
| Francia     | Colombes  | Stadio Yves du Manoir |
| Galles      | Cardiff   | Arms Park             |
| Inghilterra | Londra    | Twickenham            |
| Irlanda     | Dublino   | Lansdowne Road        |
| Scozia      | Edimburgo | Murrayfield           |

## Risultati
| Arbitro: | Ray Williams |

|          |      |                |
|          | mt   | Rancoule       |
|          | tr   | Albaladejo     |
| A. Smith | c.p. | Albaladejo (2) |

| Londra 20 gennaio 1962 | Inghilterra | 0 – 0 referto | Galles | Twickenham (72000 spett.)\| Arbitro: \| Jack Taylor \| |
| Arbitro:               | Jack Taylor |               |        |                                                        |

| Arbitro: | Norman Parkes |

|      |      |             |
|      | mt   | Bos Glasgow |
|      | tr   | Scotland    |
| Rees | drop |             |

| Arbitro: | Gwynne Walters |

|                    |      |  |
| Roberts Sharp Wade | mt   |  |
| Sharp (2)          | tr   |  |
| Sharp              | c.p. |  |

| Arbitro: | Gwnynne Walters |

|                |    |  |
| Crauste (3)    | mt |  |
| Albaladejo (2) | tr |  |

| Arbitro: | Norman Parkes |

|        |      |                    |
| Hunter | mt   | Cowan A. Smith (2) |
|        | tr   | Scotland           |
| Hunter | c.p. | Scotland (2)       |
|        | drop | Coughtrie          |

| Arbitro: | Kevin Kelleher |

|          |      |         |
| Scotland | c.p. | Willcox |

| Arbitro: | Kevin Kelleher |

|         |      |  |
| Coslett | c.p. |  |

| Arbitro: | Jack Taylor |

|                        |    |  |
| Crauste Lacaze Mommeja | mt |  |
| Albaladejo             | tr |  |

| Arbitro: | Jack Taylor |

|         |      |         |
|         | c.p. | Hodgson |
| English | drop |         |

## Classifica
| Pos | Squadra     | G | V | N | P | PF | PS | DP  | Pt |
| --- | ----------- | - | - | - | - | -- | -- | --- | -- |
| 1   | Francia     | 4 | 3 | 0 | 1 | 35 | 6  | +29 | 6  |
| 2   | Scozia      | 4 | 2 | 1 | 1 | 34 | 23 | +11 | 5  |
| 3   | Inghilterra | 4 | 1 | 2 | 1 | 19 | 16 | +3  | 4  |
| 4   | Galles      | 4 | 1 | 2 | 1 | 9  | 11 | −2  | 4  |
| 5   | Irlanda     | 4 | 0 | 1 | 3 | 9  | 50 | −41 | 1  |

## Mete
1. ↑  (EN) H.B. Toft, The Method puts France on top again, in The Observer, 15 aprile 1962,  p. 20.
2. ↑  (EN) H.B. Toft, England and Wales tie each other in knots, in The Observer, 21 gennaio 1962,  p. 20.
3. ↑  (EN) H.B. Toft, Ireland's hopes soar, in The Observer, 18 novembre 1962,  p. 20.
4. ↑  (EN) Three Points for a Dropped Goal: Change in the Rules, in The Manchester Guardian, 1º settembre 1948,  p. 6.